# Mystère d'Israël
Le « mystère d'Israël » est une expression utilisée dans la théologie catholique pour rendre compte de la « permanence » du judaïsme après l'apparition du christianisme et la diffusion du Nouveau Testament.
Le fait que le peuple juif ne se soit pas massivement converti au christianisme à l'époque des Pères apostoliques, ni au cours des siècles suivants, représente un  « mystère » au sens théologique pour certains auteurs chrétiens, notamment Pascal  (Pensées, 1670) et Bossuet (Discours sur l'histoire universelle, 1681), qui empruntent ce terme à l'apôtre Paul. 
Cette expression est encore utilisée, avant et pendant le concile Vatican II, par des auteurs comme le prêtre jésuite Joseph Bonsirven et le philosophe Jacques Maritain. Après le concile, elle réapparaît dans le catholicisme traditionaliste.

## Fondement scripturaire
Le « mystère » de la conversion et du salut d'Israël est énoncé par Paul dans les chapitres 9-11 de l’Épître aux Romains, plus particulièrement en 11:25-32 :

« Car je ne veux pas, frères, que vous ignoriez ce mystère, afin que vous ne vous regardiez point comme sages, c’est qu’une partie d’Israël est tombée dans l’endurcissement, jusqu’à ce que la totalité des païens soit entrée. Et ainsi tout Israël sera sauvé, selon qu’il est écrit :
Le libérateur viendra de Sion, Et il détournera de Jacob les impiétés ; Et ce sera mon alliance avec eux, Lorsque j’ôterai leurs péchés.
En ce qui concerne l’Évangile, ils sont ennemis à cause de vous ; mais en ce qui concerne l’élection, ils sont aimés à cause de leurs pères. Car Dieu ne se repent pas de ses dons et de son appel. De même que vous avez autrefois désobéi à Dieu et que par leur désobéissance vous avez maintenant obtenu miséricorde, de même ils ont maintenant désobéi, afin que, par la miséricorde qui vous a été faite, ils obtiennent aussi miséricorde. Car Dieu a renfermé tous les hommes dans la désobéissance, pour faire miséricorde à tous. »

## Après Vatican II
Marcel Lefebvre écrit :

« Israël ayant refusé le vrai Messie, se donnera un autre messianisme, temporel et terrestre : la domination du monde par l'argent, par la franc-maçonnerie, par la Révolution, par la démocratie socialiste. Nous ne devons pas oublier cependant que ce sont des Juifs, disciples du vrai Messie, qui fonderont le vrai Israël, Royaume spirituel, préparant au Royaume céleste. Les visées mondialistes des Juifs se réalisent à notre époque, depuis la fondation de la maçonnerie et de la Révolution qui a décapité l'Église et instauré la démocratie socialiste mondiale. »